# Conferenza di Berlino (1954)
La conferenza di Berlino dei ministri degli esteri (in tedesco Berliner Außenministerkonferenz) fu organizzata dal 25 gennaio al 18 febbraio 1954 dalle tre principali potenze vincitrici alleate della Seconda guerra mondiale (Stati Uniti d'America, Unione Sovietica e Regno Unito) riunite in un Consiglio. Secondo le decisioni della conferenza di Potsdam del 1945, il Consiglio dei Ministri degli esteri avrebbe dovuto includere anche la Francia e la Cina, ma quest'ultima partecipò soltanto alla conferenza di Londra nell'autunno del 1945. I luoghi della trattativa erano il Kammergericht, sede del Consiglio di controllo degli alleati, e l'ambasciata sovietica a Berlino Est sulla Unter den Linden, e vide la partecipazione di John Foster Dulles per gli USA, Vjačeslav Michajlovič Molotov per l'URSS, Anthony Eden per il Regno Unito e Georges Bidault per la Francia.
La conferenza si concentrò principalmente sulla questione tedesca, in particolare sui nuovi confini e sulla smilitarizzazione della Germania, e per la prima volta fu considerata con riguardo alla sicurezza in Europa. Fu discussa anche la possibile fine dell'occupazione alleata dell'Austria, con l'Unione Sovietica non ancora pronta a ritirare le proprie truppe sul territorio austriaco senza aver prima stipulato un accordo per garantire la non pericolosità della Germania.

## Storia

### Contesto

Divisione della Germania tra Repubblica Federale Tedesca e Repubblica Democratica Tedesca.

Dopo la morte di Iosif Stalin nel 1953, le potenze occidentali spinsero per nuove trattative sulla riunificazione tedesca: in un discorso del 16 aprile 1953 il presidente degli Stati Uniti Dwight Eisenhower accennò ad un ordine mondiale di pace basato sul diritto all'autodeterminazione dei popoli, mentre il successivo 11 maggio il Primo ministro britannico Winston Churchill propose davanti alla Camera dei Comuni la creazione di una "Locarno orientale" all'interno dell'Europa centrale considerando gli interessi di sicurezza dell'Unione Sovietica. Tuttavia, il cancelliere tedesco occidentale Konrad Adenauer temeva la ratifica di un accordo a discapito della Germania e preferiva l'integrazione della Repubblica Federale Tedesca nel blocco occidentale, evitando il dialogo con l'URSS e rinviando la riunificazione. Tuttavia, per motivi tattici, Adenauer ritenne poco saggia l'idea di rifiutare la conferenza, perché senza di essa non ci sarebbe stata una possibilità di risolvere anche la questione del Protettorato della Saar e degli accordi per la creazione della Comunità europea di difesa.
A luglio del 1953, il cancelliere tedesco inviò il suo collega Herbert Blankenhorn a Washington per proporre una "Conferenza delle quattro potenze sulla questione tedesca".  L'amministrazione statunitense accolse questa richiesta e invitò l'Unione Sovietica alla conferenza dei ministri degli Esteri, ma la risposta della nuova leadership sovietica di Nikita Chruščëv rese chiara l'intensione di mantenere la propria posizione basata sulla nota di Stalin del marzo 1952. L'URSS continuò ad insistere sulla richiesta di una Germania unificata neutrale e sulla formazione di un governo congiunto tra i rappresentanti della Repubblica Federale e della Repubblica Democratica Tedesca, ma né le potenze occidentali né lo stesso Adenauer erano favorevoli a tale proposta.
Intanto, il 22 gennaio 1954 giunsero a Berlino i ministri degli esteri delle potenze vincitrici e tre giorni dopo furono avviati i lavori della conferenza.

### Lavori
Dal 25 gennaio al 7 febbraio, la conferenza fu aperta al pubblico e alla stampa.
Le potenze occidentali insistettero per l'attuazione coordinata del Piano Eden, che prevedeva l'indizione di libere elezioni pantedesche, la convocazione di un'assemblea nazionale, la stesura di una costituzione, la formazione di un governo federale democratico e la ratifica di un trattato di pace. A tale progetto aveva aderito anche il governo federale tedesco. Secondo le loro idee, la Germania occidentale avrebbe dovuto essere integrata nel sistema di alleanze militari del blocco occidentale, ovvero la pianificata Comunità europea di difesa.
In alternativa, basandosi sulla Nota di Stalin del 10 marzo 1952,  Molotov presentò un trattato per la sicurezza in Europa chiedendo lo scioglimento della NATO, il ritiro delle truppe americane e britanniche dall'Europa, la creazione di una Germania neutrale e inclusa in un sistema di sicurezza paneuropeo. In base alla proposta sovietica, veniva concesso lo status di osservatore soltanto agli Stati Uniti e alla Cina, e come primo passo verso la riunificazione, le Germanie avrebbero dovuto formare un governo provvisorio congiunto ed entrambi i governi tedeschi avrebbero dovuto essere coinvolti nei negoziati di pace.
Dall'8 febbraio, i negoziati divennero segreti e verterono sull'Asia: furono discussi il disarmo e le possibili date per una conferenza sulla guerra d'Indocina e di Corea all'epoca ancora in corso.
Le potenze non riuscirono a trovare un accordo e la conferenza si concluse il 18 febbraio senza alcun risultato, ed entrambi gli schieramenti si incolparono a vicenda per il fallimento della conferenza. Nel documento finale, le questioni sulla Germania, l'Austria e sulla sicurezza europea vennero trattate in sole cinque righe, e non venne fissato un nuovo incontro a Berlino.

Il Rappresentante speciale del governo federale per la conferenza Wilhelm Grewe scrisse nelle sue memorie:
(Wilhelm Grewe, Rückblenden, 1979, p. 186.)

## Conseguenze
Dopo il fallimento della conferenza delle quattro potenze a Berlino, la delusione della Repubblica Federale fu inizialmente molto grande ed articolata in una risoluzione del Bundestag sull'intransigenza sovietica. Le potenze occidentali dichiararono la propria intenzione di giungere pacificamente alla riunificazione della Germania tramite il dialogo con l'Alto commissario alleato sovietico.
Tuttavia, l'URSS ebbe la possibilità di trasferire la sovranità sulla Repubblica Democratica Tedesca al Partito Socialista Unificato di Germania e di rendere lo stato satellite un partner contrattuale della RFT a tutti gli effetti. in base ad una dichiarazione sovietica del 25 marzo 1954 fatta nello stesso della decisione dell'Alta Commissione alleata per il riarmo della Germania Ovest. Il 7 aprile, il governo federale ed il Bundestag respinsero la dichiarazione sovietica e affermarono che soltanto gli organi della RFT erano degni rappresentanti del popolo tedesco.
Le potenze alleate si riunirono nuovamente alla conferenza di Ginevra tra il 26 aprile e il 21 luglio 1954 e riuscirono a creare il clima per la conclusione della guerra d'Indocina, ma non furono trovate soluzioni rapide per la questione coreana. 
Il 23 ottobre 1954, la Germania occidentale firmò il trattato fondativo dell'Unione europea occidentale (UEO), mentre le potenze occidentali promisero di porre fine al regime di occupazione e di garantire la sovranità della RFT negli affari interni ed esterni. Il 5 maggio 1955 entrarono in vigore le convenzioni Bonn-Parigi, terminando l'occupazione alleata della Germania Ovest, mentre il successivo 9 maggio il governo federale tedesco aderì alla NATO.